# Tršić
Tršić (srbsky Тршић) je vesnice v západní části Srbska, administrativně spadající pod opštinu Loznica. Vesnice se nachází u hranice s Bosnou a Hercegovinou, stranou od silnice spojující města Zvornik a Šabac. Leží 9 km východně od Loznice. V roce 2022 zde žilo 1124 obyvatel, počet obyvatel vsi od roku 1961 mírně roste. Obyvatelstvo je v drtivé většině srbské národnosti.
Obec je v Srbsku velmi dobře známá jako rodiště Vuka Stefanoviće Karadžiće, reformátora srbského jazyka. V blízkosti Tršiće se také nachází klášter Tronoša. Celá oblast je od roku 2019 památkově chráněna. Stojí zde také Muzeum jazyka a písma, které se Vukovi Karadžićovi věnuje. Dochovány jsou zde četné domy tradiční srbské architektury. Středem obce je saborište, amfiteátr, kde se konají různé kulturní akce.